# Витти
Витти (рос. Вытти) — присілок у Гатчинському районі Ленінградської області Російської Федерації.
Населення становить 21 особу. Належить до муніципального утворення Сяськелевське сільське поселення.

## Географія
Населений пункт розташований на південній околиці міста Санкт-Петербурга.

## Історія
Згідно із законом від 16 грудня 2004 року № 113—оз належить до муніципального утворення Сяськелевське сільське поселення.

## Населення
| 1838 | 1848 | 1862 | 1997 | 2006 | 2007 | 2010 |
| ---- | ---- | ---- | ---- | ---- | ---- | ---- |
| 80   | ↘49  | ↘39  | ↘14  | ↗15  | ↘14  | ↗17  |
| 2012 | 2013 | 2017 |      |      |      |      |
| ↘16  | ↗17  | ↗21  |      |      |      |      |